# Millburn Church

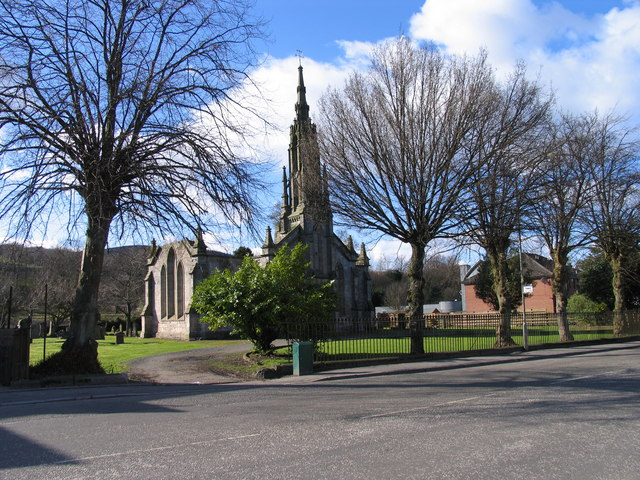
Millburn Church im April 2006

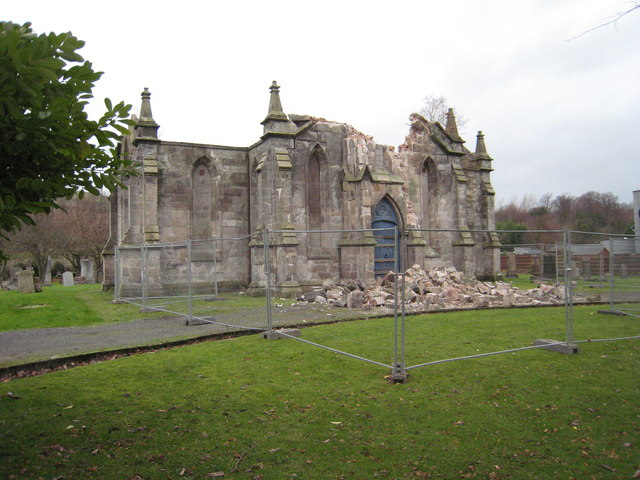
Die Ruine nach Einsturz des Glockenturms

Die Millburn Church ist eine neogotische Kirchenruine in der schottischen Stadt Renton in West Dunbartonshire. Sie bestand aus Langbau mit Querhaus und einem Glockenturm am Ende des Langhauses oberhalb des Eingangsbereiches. 1985 wurde das Gebäude in die schottischen Denkmallisten in der höchsten Kategorie A aufgenommen.

## Geschichte
Das Gebäude wurde 1845 nach zweijähriger Bauzeit als Kirchengebäude der 1843 entstandenen Free Church of Scotland eröffnet. Lange Zeit hatte man angenommen, dass es nach einem Entwurf des Architekten John Thomas Rochead erbaut wurde. Stilistisch existieren Parallelen zu der Architektur des Wallace Monuments, das Rochead plante. Heute schreibt man den Kirchenbau eher George Meikle Kemp zu. Insbesondere der Glockenturm wies zahlreiche Details des Scott Monuments auf, das Kemp entwarf. Da Kemp 1844 verstarb, würde es sich um das letzte Bauwerk des bedeutenden Architekten handeln und es bestünde schon aus diesem Grund architekturhistorisches Interesse. Obschon zu diesem Zeitpunkt bereits mehrere Kirchengebäude in Renton und Umgebung existierten, lag der einzige Friedhof der Ortschaft jenseits der Millburn Church.
In der zweiten Hälfte des 20. Jahrhunderts wurde die Millburn Church aufgegeben. Ein geplanter Abriss im Jahre 1984 wurde durch Intervention der Denkmalbehörden verhindert, welche das Gebäude unter Denkmalschutz stellten. Da von staatlicher Seite nur 30 % der geschätzten Restaurierungskosten in Höhe von 100.000 £ zugeschossen werden sollten, wurden die Arbeiten zunächst verschoben. 1990 wurde erstmals auf den sich verschlechternden Zustand der Bausubstanz hingewiesen und die Kirche in das Register gefährdeter denkmalgeschützter Bauwerke in Schottland aufgenommen. Vier Jahre später stürzte das Dach teilweise ein und im Dezember 2006 während eines Sturmes der Glockenturm. 2009 beantragte die Regierung von West Dunbartonshire den vollständigen Abriss der Ruine. Der Antrag wurde zwei Jahre später zurückgezogen.